# Victory of the Daleks
"Victory of the Daleks" (intitulado "A Vitória dos Daleks" no Brasil) é o terceiro episódio da quinta temporada da série de ficção científica britânica Doctor Who, transmitido originalmente através da BBC One e BBC HD em 17 de abril de 2010. Foi escrito por Mark Gatiss e dirigido por Andrew Gunn.
No episódio, o Doutor, um alienígena viajante do tempo interpretado por Matt Smith, e sua acompanhante, Amy Pond (Karen Gillan), chegam a Londres durante a Blitz, onde Winston Churchill (Ian McNeice) empregou "Ironsides", uma criação científica do professor Bracewell (Bill Paterson), para serem usados como armas de guerra. No entanto, o Doutor reconhece que na verdade os Ironsides são seus arqui-inimigos, os Daleks, que planejam destruir a Terra ativando um dispositivo localizado dentro de Bracewell, um androide disfarçado.
Desejando incorporar os Daleks na temporada, o showrunner da série, Steven Moffat, instruiu Gatiss a escrever um episódio sobre Churchill e os vilões. Nele, há a introdução do novo "Paradigma dos Daleks", projetados por Gatiss para serem maiores e mais coloridos do que a variante anterior. "Victory of the Daleks" foi visto por 8,2 milhões de telespectadores, sendo o segundo programa mais assistido na noite de sua exibição. A recepção crítica foi mista; enquanto as atuações de McNeice e Paterson foram elogiadas, alguns avaliadores reclamaram sobre a pressa do roteiro, comentando que a história funcionaria melhor se fosse divida em dois episódios.

## Enredo
O Doutor e Amy pousam com a TARDIS nas Salas de Guerra durante a Blitz na Segunda Guerra Mundial, um mês depois que Winston Churchill solicitou a ajuda do Doutor no conflito. Por ele ter demorado, Churchill concentrou-se nos avanços científicos do professor Edwin Bracewell, incluindo os dispositivos robóticos chamados "Ironsides", os quais o Doutor reconhece imediatamente como seus arqui-inimigos, os Daleks. Ele tenta entender o propósito deles estarem na Terra naquele momento, mas as criaturas atuam como invenções de Bracewell, prontos para servir o Reino Unido na guerra. Com raiva, o Doutor bate em um deles e assume ser seu inimigo. Deste modo, os Daleks tornam-se hostis, matando vários guardas e expondo Bracewell como um androide, sendo então enviados de volta para sua espaçonave. O Doutor os segue na TARDIS, deixando Amy junto de Churchill para a proteção dela.

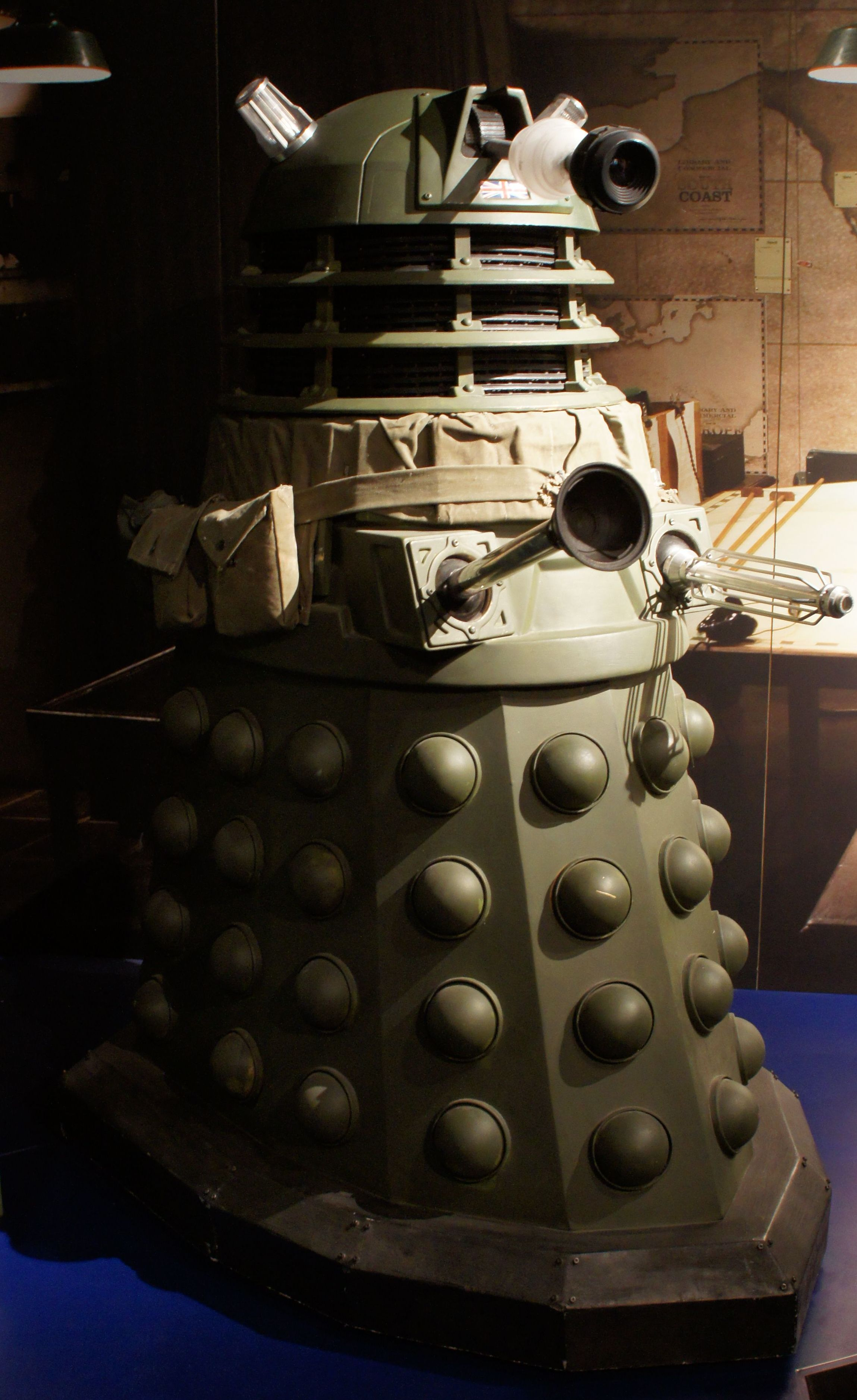
Um dos Daleks camuflados como Ironsides britânicos em exibição na Doctor Who Experience.

O Doutor descobre que a nave dos Daleks não foi destruída durante os eventos de "Journey's End" e acabou voltando no tempo por acidente, deixando-os quase sem energia no processo. O objetivo deles agora é reiniciar o Dispositivo Progenitor, que contém DNA Dalek puro e pôde ser iniciado com o "testemunho" do Doutor, restaurando assim sua raça. Uma vez que esses Daleks foram criados particularmente por Davros a partir de seu DNA, o Progenitor não podia aceitar os outros como sendo da mesma espécie, e assim eles exigiram um testemunho do seu maior inimigo para ativá-lo. O Doutor ameaça destruir a nave e a si mesmo para evitar a conclusão do processo, mas os Daleks disparam um feixe de energia em Londres, acendendo todas as luzes da cidade minutos antes de um ataque aéreo da Luftwaffe.
Quando o Progenitor é completado, cinco novos Daleks, maiores e redesenhados, emergem da Câmara Progenitora. Eles desintegram os modelos mais velhos "inferiores", que morrem de bom grado. Ao mesmo tempo, Amy convence Churchill e Bracewell para usarem os conhecimentos tecnológicos obtidos através dos Daleks para modificar três Spitfires, a fim de que eles possam voar no espaço. Após decolarem, os pilotos atacam o feixe de energia da nave e conseguem destruí-lo, salvando Londres da investida alemã.
A batalha custa a vida de dois pilotos, mas o Doutor ordena ao último continuar o ataque e destruir toda a espaçonave, na esperança de livrar o universo dos Daleks para sempre. Entretanto, as criaturas retaliam desencadeando o "Oblivion Continuum", uma fonte de energia dentro de Bracewell, que é uma bomba capaz de destruir a Terra caso ativada. Sentindo-se derrotado por escolher salvar o planeta em vez de destruir os Daleks, o Doutor ordena ao piloto do Spitfire para interromper a investida e voltar a superfície. Com a ajuda de Amy, ele faz Bracewell convencer-se de que é mais humano do que máquina, desarmando a bomba. Os Daleks então anunciam sua vitória e se retiram no hiperespaço.
O Doutor e Amy removem toda a tecnologia avançada dos Daleks, apesar de Churchill querer usá-la para ganhar a guerra. Os dois também dizem a Bracewell que ele não precisa ser desativado, pois tinha ajudado a salvar o mundo. Ao irem embora, o Doutor pondera o fato de Amy não se lembrar das invasões anteriores dos Daleks na Terra. À medida que a TARDIS se desmaterializa, outra rachadura no universo é revelada na parede atrás dela.

### Continuidade
São feitas várias alusões a histórias anteriores envolvendo os Daleks. Em The Power of the Daleks, durante a quarta temporada clássica, um Dalek ressuscitado declara "Eu sou seu servo!", semelhante à linha "Eu sou seu soldado", usada neste episódio. O Doutor também expressa o desejo de ver "o fim definitivo" dessa espécie - uma citação direta a The Evil of the Daleks, exibido na mesma temporada, quando sua segunda encarnação expressa a esperança de que eles tenham finalmente sido destruídos para sempre.
O Doutor refere-se aos eventos da invasão prévia dos Daleks na Terra (ocorrida em "The Stolen Earth" e "Journey's End") ao conversar com Amy, mas fica preocupado quando ela admite não se lembrar desses eventos. No final do episódio, uma rachadura é mostrada na parede atrás onde a TARDIS estava estacionada. A fenda, que apareceu pela primeira vez no quarto de Amy quando ela era pequena, é um tema recorrente na quinta temporada; em "Flesh and Stone", o Doutor descobre que elas têm o poder de apagar as coisas da existência, sendo a razão para Amy não se lembrar dos Daleks.

## Produção

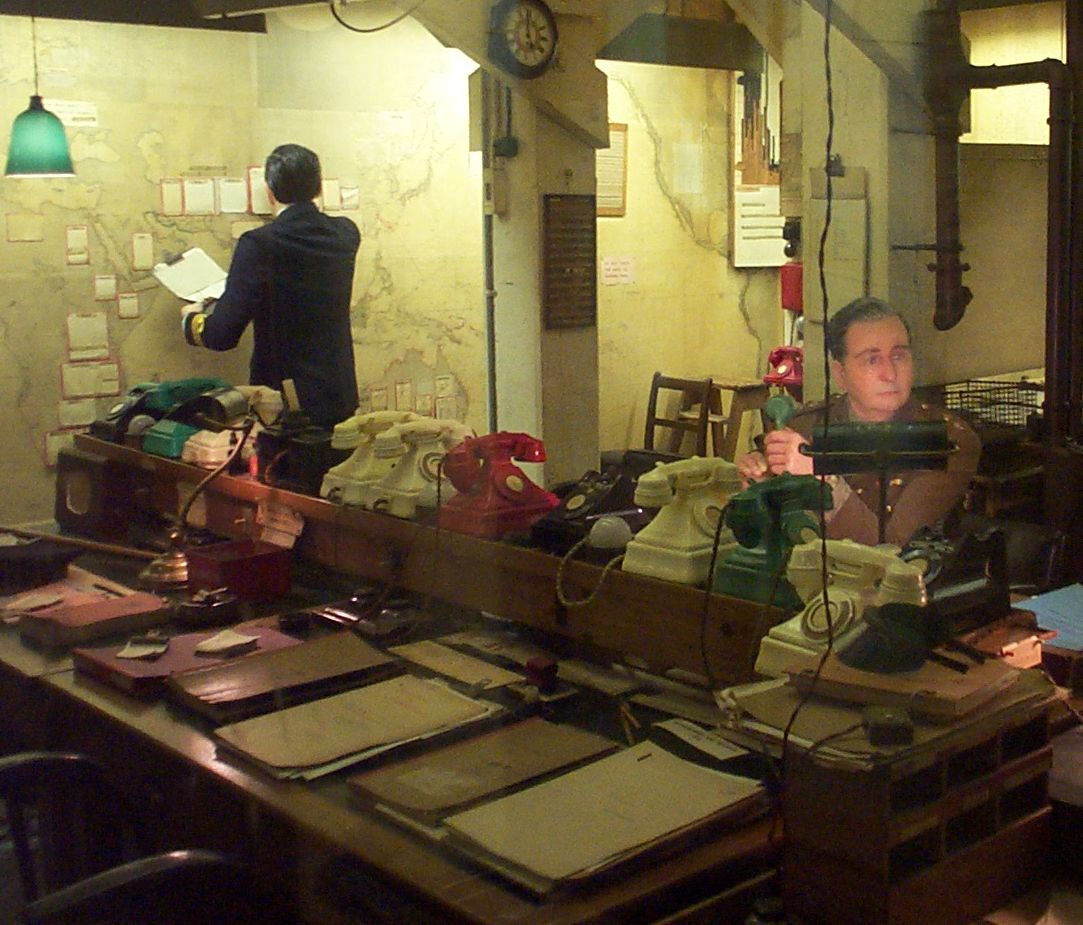
Para pesquisa, Mark Gatiss visitou as Salas de Guerra, que foram replicadas como um cenário no episódio.

O showrunner da série, Steven Moffat, desejava trazer os Daleks de volta, pois eram populares entre as crianças e se tornaram "um dos [personagens] regulares". Em março de 2010, ele afirmou que a equipe de produção considerava mudar a aparência das criaturas. Mark Gatiss, o roteirista do episódio, foi instruído por Moffat para escrever um episódio sobre "Churchill versus os Daleks". No início, Gatiss não tinha certeza do que fazer com a premissa, mas depois ficou entusiasmado em desenvolver um episódio de guerra, do qual ele gostava, e sua própria história com os Daleks. Para pesquisa, Gatiss visitou as Salas de Guerra verdadeiras e leu diários e relatos originais da Segunda Guerra Mundial. A inspiração do roteirista foi o serial de 1966 The Power of the Daleks, embora nunca o tivesse visto por estar perdido dos arquivos da BBC. Naquela história, os Daleks foram retratados como mais astutos e silenciosos, um aspecto que ele chamou de "muito assustador, mais do que quando estão apenas gritando ordens".
Quando Gatiss escreveu o primeiro rascunho, Matt Smith não havia sido escolhido como o Doutor. Ele escreveu esta versão inicial para uma versão genérica do protagonista, apesar de Moffat comentar que a história soava como uma do Terceiro Doutor de Jon Pertwee. Quando Smith foi selecionado, Gatiss assistiu a série Party Animals e todos os outros trabalhos realizados pelo ator que ele conseguiu encontrar. O autor usou isso para criar seus "padrões de fala" e examinar a energia do personagem.
Gatiss observou que os Daleks pertenciam à Segunda Guerra Mundial, pois sua missão de destruir tudo o que não era igual a eles era um conceito muito nazista. Terry Nation, o criador dos vilões, viveu durante o conflito e usou exatamente essa percepção para concebê-los. Smith também fez um paralelo entre Churchill e o Doutor, já que ambos eram muito inteligentes e se conheciam há muito tempo. Uma cena cortada da versão final explicava como os dois se conheceram. Gatiss ficou satisfeito por incluir no script uma das expressões favoritas de Churchill, "keep buggering on" (abreviado como KBO). Ian McNeice, que interpreta o Primeiro-ministro, já tinha atuado em Doctor Who em 2007, quando foi o vilão Zeus no áudio da Big Finish Immortal Beloved. Gatiss planejou a nova versão dos Daleks para serem "grandes [...] mais grandes do que nunca". O braço ocular foi projetado para estar no mesmo nível dos olhos de Smith. Ele e Moffat queriam que esses Daleks fossem coloridos, semelhante aos vistos nos filmes dos anos 1960. O roterista originalmente queria uma variante verde, mas desistiu ao perceber que a cor "não funcionava de nenhuma forma". Nicholas Briggs, responsável por dublar os monstros, deu a essa nova versão uma voz mais perversa.
Moffat também desejava incorporar "Spitfires no espaço" de alguma forma. Uma réplica original do avião foi usada na frente de uma tela verde para filmar parte da sequência de ação, enquanto o resto foi gerado por computador. O diálogo "Broadsword para Danny Boy" é uma referência a uma fala semelhante no filme Where Eagles Dare. Foi Gatiss quem deu voz ao piloto do Spitfire, fazendo uma versão limpa e outra com a mão sobre a boca.

## Transmissão e recepção
"Victory of the Daleks" foi transmitido no Reino Unido originalmente na noite de 17 de abril de 2010 na BBC One e BBC HD. Números não oficiais indicaram que 6,2 milhões de espectadores assistiram o episódio na BBC One e 231 000 o viram na BBC HD, sendo o segundo programa mais assistido naquele dia. A audiência consolidada subiu para 7,92 milhões na BBC One e para 381 000 na BBC HD, acumulando 8,2 milhões de telespectadores. Perdeu apenas para o Britain's Got Talent, que foi visto por 11,87 milhões de pessoas. Também foi o quarto programa mais assistido na BBC One durante a semana e o décimo mais visto em todos os canais do Reino Unido. Recebeu um Índice de Apreciação de 84, um pouco abaixo dos dois episódios anteriores. No Brasil, "A Vitória dos Daleks" foi exibido na TV Cultura em junho de 2012 e no Syfy em 2 de abril de 2016.
Foi lançado em DVD e Blu-ray na Região 2 juntamente com "The Eleventh Hour", "The Beast Below" e conteúdos especiais dos três episódios em 7 de junho de 2010. Foi então relançado no DVD da quinta temporada completa em 8 de novembro de 2010. O episódio ainda foi lançado junto com "The Time of Angels" na edição 75 do Doctor Who DVD Files em 16 de novembro de 2011. No Brasil, também foi publicado no DVD da quinta temporada em 4 de julho de 2015.

### Recepção crítica
O episódio recebeu críticas mistas. Para Daniel Martin do The Guardian, este foi o "o melhor roteiro que [Mark] Gatiss escreveu para o show". Ele também elogiou a ideia do escritor em estabelecer os Daleks como "máquinas de guerra feitas pelo homem" não "tão opressivas quanto você poderia esperar". O avaliador também gostou das atuações de McNeice e Paterson, do relacionamento em desenvolvimento entre o Doutor e Amy, comparando ainda a ameaça dos Daleks com os eventos da primeira temporada. Escrevendo para a Radio Times, Patrick Mulkern descreveu o episódio como "uma vitória para todos" e elogiou Gatiss pelo personagem do professor Bracewell, comentando favoravelmente sobre como o autor "transforma o personagem em um robô emotivo igual o Data de Star Trek, dando um material digno do nível de Bill Paterson".
Jordan Farley da revista SFX deu a "Victory of the Daleks" três estrelas e meia de cinco, elogiando a remodelagem dos Daleks por ser "igualmente intimidante" e o episódio por ser "bem divertido", embora "um pouco cru". Farley, no entanto, achou a parte final "um pouco apressada" e questionou se a história não teria sido mais bem sucedida se fosse dividida em duas partes. Ele também ficou desapontado com a "falta de diálogos citáveis" e das poucas "brincadeiras e maneirismos divertidos" do Doutor.
Já Matt Wales da IGN foi menos positivo e deu ao episódio apenas nota cinco de dez. Ele chamou de "uma desculpa frágil (se muito necessária) para reiniciar os vilões de longa data da série, em vez de tentar fornecer qualquer narrativa consistente", mas elogiou os cenários da Segunda Guerra Mundial. Escrevendo para o Total Sci-Fi Online, Brian J. Robb deu ao episódio nota sete. Ele elogiou o Churchill de McNeice, apesar de considerar seus discursos exagerados devido as prováveis mudanças no roteiro feitas por Moffat. Como Farley, comentou que o ritmo do episódio estava fora do tom e teria sido melhor caso fosse dividido em duas partes. Robb também criticou a atuação de Smith, comparando negativamente seus momentos de raiva com os do Sétimo Doutor de Sylvester McCoy, bem como a nova aparência dos Daleks.